# Henrik Blind
Henrik Jonas Blind, född 22 augusti 1978 i Arvidsjaurs församling, Norrbottens län, är en svensk-samisk politiker (miljöpartist).

## Biografi
Henrik Blind är kommunalråd och vice kommunstyrelseordförande i Jokkmokk. Han är en av landets mest framgångsrika lokala MP-politiker och under hans tid som gruppledare har Jokkmokk blivit partiets starkaste fäste i landet. I kommunvalet 2018 fick partiet nästan 14 procent av rösterna och i kommunvalet 2022 fick partiet 15,3 procent av rösterna. I riksdagsvalet fick Miljöpartiet 11,8 procent och i EU-valet 25,78 procent av rösterna från Jokkmokk. [3]
Blind kandiderade i riksdagsvalet 2022 och fick flest personkryss inom Miljöpartiet i Norrbottens län. På partiets rikslista fick han näst flest kryss i landet, efter Rebecka Le Moine, men fick ändå ingen riksdagsplats.
Henrik Blind kandiderade till Miljöpartiets språkrörsval 2023.